# ADX Florence
 For alternative betydninger, se Florence (flertydig). (Se også artikler, som begynder med Florence)
ADX Florence (United States Penitentiary Administrative Maximum Facility) er et amerikansk fængsel, der et beliggende i et kommunefrit område ved Fremont County, Colorado. 
Fængslet er drevet af Federal Bureau of Prisons, en afdeling under justitsministeriet. 
ADX Florence har nogle af USA's farligste kriminelle, som tilbringer 22-23 timer i deres celle, døgnet rundt.
Uofficielt er fængslet kendt som, ADX Supermax Florence,  Florence ADMAX, Supermax eller Alcatraz of the Rockies.
Fængslet blev etableret i 1994 og har plads til 490 indsatte. Institutionen er registreret i det amerikanske fængselsvæsens højeste sikkerhedsklasse, Supermax.
Fængslet blev specielt udviklet som en reaktion på flere sikkerhedsfejl i de statslige fængsler, blandt andet
Marion-affæren, hvor to fængselsbetjente blev knivdræbt i Marion-sikkerhedsfængsel i 1983.
Indsatte er dømte kriminelle og terrorister, som anses for at være ekstremt farlige og en trussel for landets sikkerhed.
I 2012 afsonede flere indsatte livstidsdomme. blandt andet Al-Qaeda-aktivisterne Ramzi Yousef, Mahmud Abouhalima, Mohammed Salameh, Nidal Ayyad  og Eyad Ismoil, som blev dømt i forbindelse med bombningen af World Trade Centeret i New York,